# 용궁버스정류소
용궁버스정류소(용궁시외버스터미널)는 경상북도 예천군 용궁면 용궁로 150(읍부리 124-9)에 위치한 대한민국의 시외버스터미널이다.
건물은 4층 건물로 구성되어 있으며, 건물 어디에도 터미널 간판이 달려있지 않다. 1층에 위치한 코사마트에 용궁버스정류소라는 명칭이 있어 이것으로 터미널임을 짐작할 수 있다. 1층의 코사마트에서 매표소 역할을 하며, 버스는 터미널 뒤쪽 공터에서 승하차한다. 나머지 2~4층은 모두 상업 시설로 이용되고 있다.

## 운행 노선

### 시외버스
| 방면        | 행선지                                                                                         |
| ----------- | ---------------------------------------------------------------------------------------------- |
| 수도권 방면 | 동서울, 성남, 수원, 일죽                                                                       |
| 강원권 방면 | 장성, 태백                                                                                     |
| 충청권 방면 | 관기, 대전, 살미, 수안보, 연풍, 원남, 충주                                                     |
| 영남권 방면 | 구미, 김천, 문경, 봉화, 산양, 상주, 선산, 안동, 양정, 영주, 예천, 왜관, 점촌, 춘양, 풍산, 함창 |

### 농어촌버스
- 문경시의 시내버스 : 점촌 방면 하루 14회 운행.
- 예천군의 농어촌버스
  - 예천 방면 하루 12회 운행.
  - 개포 방면 하루 9회 운행.

## 특이사항
- 농어촌버스를 제외한 모든 시외버스는 매표소에서 승차권을 구입하여 이용해야 한다.